# Cophus thoracicus
Cophus thoracicus är en insektsart som beskrevs av Henri Saussure 1874. Cophus thoracicus ingår i släktet Cophus och familjen syrsor. Inga underarter finns listade i Catalogue of Life.